# Live in Ahoy
Live in Ahoy is het negende album van Ilse DeLange en haar tweede livealbum. Het album is een registratie van haar concert in Ahoy op 21 maart 2009 en bestaat uit twee cd's en een dvd. Op 20 augustus 2009 werd het album uitgebracht, bereikte meteen de eerste plaats van de Nederlandse Album top 100 en bleef daar twee weken staan.

## Tracklist

### Cd 1
| 1  | Broken Girl (Live)               | 5:55 |
| 2  | We're Alright (Live)             | 4:03 |
| 3  | World of Hurt (Live)             | 4:53 |
| 4  | Livin' on Love (Live)            | 5:17 |
| 5  | I Still Cry (Live)               | 5:02 |
| 6  | When We Don't Talk (Live)        | 3:01 |
| 7  | Flying Blind (Live)              | 5:59 |
| 8  | Sister Golden Hair (Live)        | 3:17 |
| 9  | I'd Be Yours (Live)              | 3:11 |
| 10 | Heavenless (Live)                | 5:44 |
| 11 | Fall (Live)                      | 3:50 |
| 12 | Have a Little Faith in Me (Live) | 4:25 |

### Cd 2
| 1  | Stuck in the Middle (Live) | 4:09 |
| 2  | Love Won't Hide (Live)     | 4:02 |
| 3  | Pirate of Your Soul (Live) | 3:55 |
| 4  | Puzzle Me (Live)           | 3:43 |
| 5  | Sharp Dressed Man (Live)   | 4:59 |
| 6  | The Other Side (Live)      | 5:18 |
| 7  | Miracle (Live)             | 4:34 |
| 8  | The Great Escape (Live)    | 5:03 |
| 9  | I'm Not So Tough (Live)    | 7:34 |
| 10 | I Love You (Live)          | 4:11 |
| 11 | So Incredible (Live)       | 6:05 |

## Hitnotering

### NederlandseAlbum Top 100
| Hitnotering (week 1 t/m 28): 29-08-2009 t/m 06-03-2010 Hitnotering (week 29 t/m 30): 11-09-2010 t/m 18-09-2010 | Hitnotering (week 1 t/m 28): 29-08-2009 t/m 06-03-2010 Hitnotering (week 29 t/m 30): 11-09-2010 t/m 18-09-2010 | Hitnotering (week 1 t/m 28): 29-08-2009 t/m 06-03-2010 Hitnotering (week 29 t/m 30): 11-09-2010 t/m 18-09-2010 | Hitnotering (week 1 t/m 28): 29-08-2009 t/m 06-03-2010 Hitnotering (week 29 t/m 30): 11-09-2010 t/m 18-09-2010 | Hitnotering (week 1 t/m 28): 29-08-2009 t/m 06-03-2010 Hitnotering (week 29 t/m 30): 11-09-2010 t/m 18-09-2010 | Hitnotering (week 1 t/m 28): 29-08-2009 t/m 06-03-2010 Hitnotering (week 29 t/m 30): 11-09-2010 t/m 18-09-2010 | Hitnotering (week 1 t/m 28): 29-08-2009 t/m 06-03-2010 Hitnotering (week 29 t/m 30): 11-09-2010 t/m 18-09-2010 | Hitnotering (week 1 t/m 28): 29-08-2009 t/m 06-03-2010 Hitnotering (week 29 t/m 30): 11-09-2010 t/m 18-09-2010 | Hitnotering (week 1 t/m 28): 29-08-2009 t/m 06-03-2010 Hitnotering (week 29 t/m 30): 11-09-2010 t/m 18-09-2010 | Hitnotering (week 1 t/m 28): 29-08-2009 t/m 06-03-2010 Hitnotering (week 29 t/m 30): 11-09-2010 t/m 18-09-2010 | Hitnotering (week 1 t/m 28): 29-08-2009 t/m 06-03-2010 Hitnotering (week 29 t/m 30): 11-09-2010 t/m 18-09-2010 | Hitnotering (week 1 t/m 28): 29-08-2009 t/m 06-03-2010 Hitnotering (week 29 t/m 30): 11-09-2010 t/m 18-09-2010 | Hitnotering (week 1 t/m 28): 29-08-2009 t/m 06-03-2010 Hitnotering (week 29 t/m 30): 11-09-2010 t/m 18-09-2010 | Hitnotering (week 1 t/m 28): 29-08-2009 t/m 06-03-2010 Hitnotering (week 29 t/m 30): 11-09-2010 t/m 18-09-2010 | Hitnotering (week 1 t/m 28): 29-08-2009 t/m 06-03-2010 Hitnotering (week 29 t/m 30): 11-09-2010 t/m 18-09-2010 | Hitnotering (week 1 t/m 28): 29-08-2009 t/m 06-03-2010 Hitnotering (week 29 t/m 30): 11-09-2010 t/m 18-09-2010 | Hitnotering (week 1 t/m 28): 29-08-2009 t/m 06-03-2010 Hitnotering (week 29 t/m 30): 11-09-2010 t/m 18-09-2010 |
| Week | 1 | 2 | 3 | 4 | 5 | 6 | 7 | 8 | 9 | 10 | 11 | 12 | 13 | 14 | 15 | 16 |
| --- | --- | --- | --- | --- | --- | --- | --- | --- | --- | --- | --- | --- | --- | --- | --- | --- |
| Nummer | 1 | 1 | 2 | 4 | 8 | 11 | 15 | 16 | 18 | 19 | 25 | 31 | 31 | 32 | 23 | 24 |
| Week | 17 | 18 | 19 | 20 | 21 | 22 | 23 | 24 | 25 | 26 | 27 | 28 | | 29 | 30 | |
| Nummer | 34 | 34 | 31 | 28 | 41 | 49 | 67 | 54 | 81 | 72 | 83 | 90 | uit | 95 | 87 | uit |